# 布克托
布克托（法語：Bouquetot，法語發音：[bukto]）是法国厄尔省的一个市镇，位于该省北部偏西，属于贝尔奈区。

## 地理
布克托（49°21'47"N, 0°46'55"E）面积13.07 平方千米，位于法国诺曼底大区厄尔省，该省份为法国北部内陆省份，北起滨海塞纳省，西接奧恩省和卡爾瓦多斯省，南至厄尔-卢瓦省，东临瓦兹省、瓦兹河谷省和伊夫林省。
与布克托接壤的市镇（或旧市镇、城区）包括：阿沙尔堡、欧维尔、翁格马尔-格努维尔、鲁日蒙捷、鲁穆瓦地区弗朗库尔克雷西。

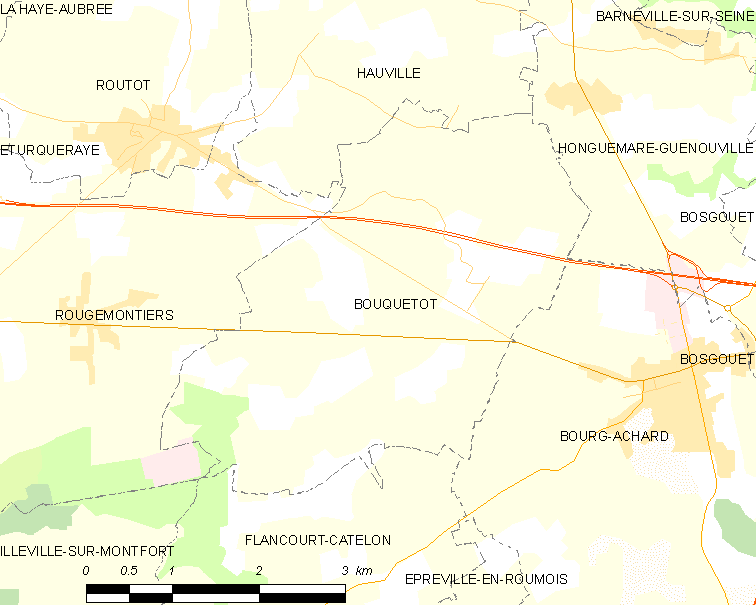
布克托的OSM定位图

布克托的时区为UTC+01:00、UTC+02:00（夏令时）。

## 行政
布克托的邮政编码为27310，INSEE市镇编码为27102。

## 政治
布克托所属的省级选区为阿沙尔堡县。

## 人口

1962-2008年间布克托人口变化图示

布克托于2022年1月1日时的人口数量为1049人。